# The Shortcut
The Shortcut is een Amerikaanse thriller/horrorfilm uit 2009 onder regie van Nicholaus Goossen.

## Verhaal

### Proloog
Na een feest op Hartley High in 1945 brengt Ivor Hartley zijn meisje Irene naar huis. Hiervoor lopen ze door een pad door het bos achter de school. Na een zoen onderweg, accepteert Ivor niet dat Irene niet verder wil gaan dan dat. Hij gooit haar op de grond en beklimt haar. Nadat Irene hem in zijn kruis schopt, druipt hij toch af. Er verschijnt een jongetje die Irene op de grond ziet liggen; Ivors broertje Benjamin. Hij reageert totaal niet op Irenes woorden. Wanneer ze tegen hem begint te schreeuwen, slaat hij haar voor haar hoofd met een steen. Vervolgens doodt hij haar met een katapult.

### Hoofdlijn
Ruim vijftig jaar later. Tobey Lucas is een eerstejaars op Hartley High. Hij is twee maanden eerder overgekomen van een andere school, samen met zijn oudere broer, laatstejaars Derek. Wanneer twee jongens Tobey vragen waarom hij van zijn oude school af moest, zegt hij dat hij iemand in elkaar geslagen heeft omdat die zijn fiets had gestolen. Zijn klasgenoten dagen hem daarom uit om te bewijzen hoe stoer hij is. Ze willen dat hij het door het pad door het bos achter de school loopt. Dit is inmiddels afgezet met een hek, maar daar zit een gat in. Tobey gaat de uitdaging aan. Nadat hij een tijdje alleen door het bos loopt, ziet hij een dode hond liggen. Hij gaat kijken, maar rent weg nadat er een man uit de struiken komt die tegen hem begint te schreeuwen.
Tobey vertelt thuis wat hij heeft meegemaakt aan Derek. Die heeft het er met zijn vriend Mark over. Mark legt hem uit dat het bospad bekendstaat als the shortcut. De man die tegen Tobey schreeuwde, heeft een huis in het bos daar vlak bij. Hij is niet gesteld op andere mensen. Iedereen blijft er daarom weg. Wanneer Derek hier thuis meer over vraagt, legt zijn moeder hem uit dat er in zijn oma's schooltijd klasgenoten van haar vermist zijn geraakt op the shortcut. Van hen is daarna nooit meer iets vernomen. Sindsdien hebben de Hartleys een slechte naam in het plaatsje. Dereks moeder vertelt hem dat de oude man in het bos het laatste lid van de familie is die nog leeft.
Derek wordt op school aangesproken door een jaargenoot, footballspeler Taylor. Hij heeft gehoord wat Tobey heeft meegemaakt en wil gaan kijken of de dode hond op het bospad zijn hond Tammy is. Derek gaat daarom 's avonds met hem naar the shortcut. Wanneer de dode hond weg blijkt, gaan ze naar het huis van de oude man. Ze vinden een blik vol hondenpenningen in zijn garage. Ze hebben niet genoeg tijd om te zien of die van Tammy erbij zit, want de oude man betrapt ze en jaagt ze weg.
Derek heeft een oogje op zijn klasgenoot Christy Doyle. Hij maakt van de gelegenheid gebruik om haar uit te nodigen mee uit te zoeken of de oude man iets te maken heeft met de verdwijning van Taylors hond. Dereks vrienden Mark en Lisa doen ook mee aan wat ze 'operatie oude man' noemen. Taylor weet dat hij die avond naar een bijeenkomst voor oorlogsveteranen gaat. Daarom gaan Derek en Christy daar posten om in te gaten te houden dat hij daar nog is, terwijl Taylor met Mark en Christy zijn garage doorzoeken. Het blik waar de hondenpenningen in zaten, blijkt inmiddels leeg. Taylor neemt Mark en Lisa daarom mee het huis in. In een van de kamers vinden ze een geïmproviseerd klaslokaal. Het schoolbord staat volgeschreven met steeds weer de zin "I will not try to harm my teacher" ('Ik zal niet proberen mijn leraar iets aan te doen') en er hangt een tekening van een stokfiguurtje dat een andere neersteekt.
Wanneer de oude man de bijeenkomst voor oorlogsveteranen verlaat, probeert Derek zijn vrienden te bellen om ze te waarschuwen. Hun telefoons schakelen alleen direct door naar voicemail. Hij probeert daarom sneller met Christy naar het huis te rijden dan de oude man. Die heeft door wat er aan de hand is en trapt ook het gas in.
Taylor, Mark en Lisa gaan de kelder van het huis in. Hierin vinden ze een deur met een hangslot naar een tweede ruimte. Wanneer ze horen dat iemand daar geluid maakt, gaan ze naar binnen. In de tweede kamer ligt een man op een bed. Hij zit met een halsband aan een ketting vast. Wanneer hij de drie ziet, smeekt hij ze om hulp. De drie krijgen de halsband niet los, maar achter het bed hangt een rol waaromheen de ketting tientallen meters doorloopt. Nadat Taylor die ontgrendelt, heeft de man genoeg bewegingsvrijheid om het hele huis door en de tuin in te lopen. De ketting is niet lang genoeg om de schuur te bereiken. Taylor haalt een moker en probeert het ijzer daarmee kapot te slaan. De man vraagt Mark om de ketting samen met hem strak te houden, maar geeft er een ruk aan zodra Taylor uithaalt. Daardoor slaat die met de moker vol op Marks hand. De andere twee zien zijn vingers alle kanten inwijzen. Lisa wil een ambulance bellen en loopt een stukje weg om te proberen een signaal te ontvangen op haar telefoon. De man pakt intussen ongemerkt de moker. Daarmee slaat hij eerst Taylors schedel van achteren in en vervolgens die van de op de grond liggende Mark. Wanneer Lisa omkijkt, begint de man te lachen. Terwijl hij met de moker de ketting kapot slaat, rent Lisa weg.
Wanneer Lisa bij de voorkant van het huis aankomt, komen Derek en Christy net aanrijden. Lisa stapt in, maar ook de oude man arriveert op dat moment en ramt hun wagen met de zijne. Daarna stapt hij uit en begint hij op de drie te schieten. Terwijl ze vluchten, raakt hij Lisa in haar been. Derek vertelt Christy door te lopen, het bos in. Hij gaat zelf eerst Lisa oprapen. In het bos neemt de tweede man Christy gevangen in het deel van de ketting dat nog aan zijn halsband vastzit. Derek en Lisa rennen een valkuil in. Deze ligt vol met menselijke botten. Derek klimt de kuil uit en laat Lisa achter. Zodra de oude man met het geweer haar hier vindt, slaat Derek hem van achteren neer. De twee gaan Christy zoeken. Wanneer ze haar aantreffen, zijn ze er getuige van dat de tweede man haar wurgt met de ketting. Derek wil op hem afgaan met de moker, maar stopt na een waarschuwingsschot van de oude man, die de anderen heeft achterhaald. Vervolgens probeert Derek alsnog uit te halen, waarop de oude man schiet. Het slachtoffer blijkt niet Derek, maar de man met de halsband. Het is zijn jongere broer, Benjamin. De man met het geweer is Ivor. Hij verontschuldigt zich bij zijn broer, maar hij vindt het genoeg geweest. Hij wil niet langer kinderen vermoorden om zijn bestaan geheim te houden. Daarop schiet Ivor ook zichzelf door het hoofd.
Derek ondersteunt Lisa terwijl ze het bos uit proberen te komen. Na een tijdje stoppen ze even in verband met de schotwond in haar been. Wanneer Lisa plotseling omvalt, blijkt ze in haar rug gestoken. Tobey. Derek is niet verbaasd, maar vertelt zijn broertje dat hij ervan baalt dat hij dit weer doet. Iets soortgelijks blijkt de reden waarom ze twee maanden eerder verhuisd zijn uit hun oude woonplaats én waarom hun vader er niet meer is. Derek helpt Tobey Lisa's dode lichaam weg te werken en vertelt hem dat alles goed komt.

### Flashbacks
Het hoofdverhaal wordt drie keer onderbroken voor een flashback. Deze maken stukje bij beetje duidelijk dat Benjamin krankzinnig is en dat hij de man aan de halsband is, nog voor het hoofdverhaal de namen van de twee mannen onthult.
1. 1946: Het hoofd van Hartley High komt Benjamins ouders Frank en Joan vertellen dat hij hun jongste zoon van school afstuurt. Hij is niet meer te handhaven vanwege zijn agressieve gedrag. Hij raadt de Hartleys aan hulp te zoeken voor Benjamin omdat die volgens hem gestoord is. Frank wil hier niets van weten en zet het schoolhoofd kwaad de deur uit. Benjamin rent in zijn eentje het erf op. Wanneer er een hond het bos uitloopt, brengt hij die om.
2. 1953: Benjamin sleept een dood lichaam man over het erf. Er verschijnt een andere man die op zoek is naar het slachtoffer. Frank schiet hem neer.
3. 1955: Ivor keert terug uit militaire dienst. Wanneer hij zijn ouders vraagt waar Benjamin is, blijkt dat die buiten op een steen zit. Hij is met een halsband vastgelegd aan een ketting. De buitenwereld mag niet weten dat hij gestoord is omdat dat funest is voor de naam van de Hartleys. Frank laat Ivor beloven het geheim van zijn broer te bewaren. Ivor vertelt Benjamin dat hij van hem houdt en altijd voor hem zal zorgen.

## Rolverdeling
| - Drew Seeley - Derek Lucas - Dave Franco - Mark - Shannon Woodward - Lisa - Katrina Bowden - Christy Doyle - Raymond J. Barry - Ivor Hartley - William B. Davis - Benjamin Hartley - Nicholas Elia - Tobey Lucas - Josh Emerson - Taylor - Shannon Jardine - Ms. Milan | - Scott Lyster - Dougie - Maxine Miller - Oma Lucas - Wendy Anderson - Mevr. Lucas - Jeremy Bastian - Benjamin Hartley (1945) - Benjamin DeWalt - Benjamin Hartley (1953-1955) - Daniel Maslany - Ivor Hartley (1945-1955) - Tracy-Lynn Pugsley - Irene - Christine MacInnis - Joan Hartley - Kent Allen - Frank Hartley |